# Тома (група)
Тома е българска рок група, създадена от Тома Здравков, която свири алтернативен рок.

## История
Първата по-сериозна изява на групата е през 2009 на стадион Академик, когато те подгряват ZZ Top. През 2010 и 2011 участват в „Coca-cola happy energy tour“. През 2011 излиза песента „Сам на света“ с участието на рапъра Били Хлапето, номинирана от БГ радио за най-добра песен, най-добър текст и най-добър бг клип. Песента е изпява на живо в много телевизионни предавания като Шоуто на Слави, „В джаза“ и „Денис и приятели“. През 2013 издават два сингъла – „I'm Lost“ и „Покорявай“. Групата участва в благотворителен концерт в подкрепа на филма на Максим Генчев „Дякон Левски“, а през юни 2013 и на „Цвете за Гошо“. В началото на 2014 г. издават новия си сингъл „Парашут“. С тази песен участват и в конкурса за подгряваща група на Ку-Ку бенд. 

## Дискография
- Герой – 2008